# Quaker State 400 (Kentucky)
Le Quaker State 400 presented by Walmart est une course automobile organisée par la NASCAR comptant pour le championnat des NASCAR Cup Series. Elle se déroule sur le Kentucky Speedway de Sparta dans l'état du Kentucky aux États-Unis.
La première édition a eu lieu le 9 juillet 2011 et fut remportée par Kyle Busch. De 2012 à 2014, la course se déroule la semaine avant la course du Coke Zero 400 sur le Daytona International Speedway lors de la semaine de l'Independence Day. De 2015 à 2017, la course est reculée de deux semaines et se place entre les courses de Daytona et du New Hampshire. En 2018, elle deviendra la 19e course de la saison régulière mais précèdera toujours celle du New Hampshire.
C'est Martin Truex Jr. qui en est le dernier vainqueur (2017).
C'est la NBC qui retransmet l'événement depuis 2015, succédant à la TNT.

## Histoire
La course va être créée après un procès dans lequel les propriétaires du Kentucky Speedway estimaient que la NASCAR avait violé les lois fédérales antitrust en 2005. En 2008, le circuit est acheté par Bruton Smith (en) lequel espère pouvoir accueillir une course de NASCAR pour la saison 2011. Les anciens propriétaires quant à eux abandonnent les poursuites envers la NASCAR après 4 ans de procédure. 
En août 2010, la NASCAR annonce que le circuit pourrait héberger une course pour la saison 2011. Sept mois plus tard, la marque Quaker State propriété de la multinationale Royal Dutch Shell annonce qu'elle sera le sponsor de la course qui sera organisée sur le circuit à l'occasion de la NASCAR Cup Series de 2011. La première édition a lieu le 9 juillet 2011, est longue de 267 tours et est remportée par Kyle Busch.
Le jour de la course a connu de gros problèmes de circulation. De nombreux fans qui s'attendaient à assister à la course en ont été empêchés après avoir passé plusieurs heures sur l'Interstate 71. À la suite de ces problèmes, les propriétaires du circuit décident d'acquérir plus de terrains pour y créer des parkings. Ils collaboreront étroitement avec les forces de l'ordre pour faciliter l'accès au circuit pour l'édition de 2012,,,.

### Nouveau paquet aérodynamique en 2015
Le 16 juin 2015, la NASCAR annonce qu'un nouveau paquet aérodynamique serait utilisé pour la course de 2015. Ces changements incluent un spoiler arrière plus petit et d'autres ajustements qui réduisent considérablement l'appui aérodynamique. Le spoiler est réduit de 3,5 pouces (8,9 cm)et une extension de séparateur large de 25 pouces (64 cm) est ajoutée. De plus, les nouveaux pneus fournis par Goodyear procureront plus d'adhérence. Lors d'une conférence de presse, le vice-président exécutif et directeur du développement des courses de la NASCAR, Steve O'Donnel déclare qu'il désire voir plus de changement de leader sur cette piste, qu'il fera une évaluation en fonction d'un certain nombre de facteurs inhérents au Kentucky Speedway, verra ce qu'il pourra en apprendre et ensuite l'appliquera au circuit. Au départ ces modifications devaient intervenir lors de la course All-Star 2015 mais finalement la NASCAR change de plan et décide de directement l'appliquer à une course comptant pour le championnat. Il déclare encore que cela ne sera pas un test mais que ces changements seront applicables dès la 18e course du championnat de la saison 2015, que la NASCAR avait déjà effectué tout une série de tests avec l'industrie au cours des 18 derniers mois et que ces changements n'auraient pas été imposés dès la course de Kentucky si la NASCAR n'avait pas confiance en ceux-ci.

## Anciens logos

Logo de 2011
Logo de 2012 à 2014
Logo de 2015
Logo de 2016
Logo de 2017

## Palmarès
| Année | Date       | N° | Pilote           | Écurie               | Châssis   | Distance course | Distance course | Temps course    | Vitesse moyenne (mph) | Résumé      |
| ----- | ---------- | -- | ---------------- | -------------------- | --------- | --------------- | --------------- | --------------- | --------------------- | ----------- |
| Année | Date       | N° | Pilote           | Écurie               | Châssis   | Tours           | Miles (km)      | Temps course    | Vitesse moyenne (mph) | Résumé      |
| 2011  | 9 juillet  | 18 | Kyle Busch       | Joe Gibbs Racing     | Toyota    | 267             | 400,5 (644,542) | 2 h 55 min 00 s | 137,314               | Résumé (en) |
| 2012  | 30 juin    | 2  | Brad Keselowski  | Team Penske          | Dodge     | 267             | 400,5 (644,542) | 2 h 45 min 02 s | 145,607               | Résumé (en) |
| 2013  | 30 juin    | 20 | Matt Kenseth     | Joe Gibbs Racing     | Toyota    | 267             | 400,5 (644,542) | 3 h 02 min 07 s | 131,946               | Résumé (en) |
| 2014  | 28 juin    | 2  | Brad Keselowski  | Team Penske          | Ford      | 267             | 400,5 (644,542) | 2 h 51 min 59 s | 139,723               | Résumé (en) |
| 2015  | 11 juillet | 18 | Kyle Busch       | Joe Gibbs Racing     | Toyota    | 267             | 400,5 (644,542) | 3 h 05 min 42 s | 129,402               | Résumé (en) |
| 2016  | 9 juillet  | 2  | Brad Keselowski  | Team Penske          | Ford      | 267             | 400,5 (644,542) | 3 h 06 min 55 s | 128,58                | Résumé (en) |
| 2017  | 8 juillet  | 78 | Martin Truex Jr. | Furniture Row Racing | Toyota    | 274             | 411 (661,44)    | 2 h 57 min 55 s | 138,604               | Résumé (en) |
| 2018  | 14 juillet | 78 | Martin Truex Jr. | Furniture Row Racing | Toyota    | 267             | 400,5 (644,542) | 2 h 39 min 43 s | 150,454               | Résumé (en) |
| 2019  | 13 juillet | 1  | Kurt Busch       | Chip Ganassi Racing  | Chevrolet | 269             | 403.5 (649,370) | 2 h 51 min 37 s | 141,07                | Résumé (en) |
| 2020  | 12 juillet | 41 | Cole Custer      | Stewart-Haas Racing  | Ford      | 267             | 400.5 (644,542) | 2 h 59 min 49 s | 133,636               | Résumé (en) |

1. ↑  La course est déplacée du samedi soir au dimanche après-midi à cause de la pluie.
2. 1 2 3 4  Les courses vont en prolongation.

### Pilotes multiples vainqueurs
| Nbr. | Pilote           | Année            |
| ---- | ---------------- | ---------------- |
| 3    | Brad Keselowski  | 2012, 2014, 2016 |
| 2    | Kyle Busch       | 2011, 2015       |
| 2    | Martin Truex Jr. | 2017, 2018       |

### Écuries multiples gagnantes
| Nbr. | Écurie               | Années           |
| ---- | -------------------- | ---------------- |
| 3    | Joe Gibbs Racing     | 2011, 2013, 2015 |
| 3    | Team Penske          | 2012, 2014, 2016 |
| 2    | Furniture Row Racing | 2017, 2018       |

### Victoires par marques
| Nbr. | Manufacturier | Année                        |
| ---- | ------------- | ---------------------------- |
| 5    | Toyota        | 2011, 2013, 2015, 2017, 2018 |
| 3    | Ford          | 2014, 2016, 2020             |
| 1    | Dodge         | 2012                         |
| 1    | Chevrolet     | 2019                         |